# Lutfulla Saʼdullayev
Lutfulla Saʼdullayev (* 18. Dezember 1940 in Taschkent; † 10. April 2022 in Taschkent) war ein usbekisch-sowjetischer Schauspieler und Regisseur.

## Leben
Er wurde am 18. Dezember 1940 in Taschkent geboren. Im Jahr 1965 absolvierte er das Theater- und Kunstinstitut Alexander Ostrowski in Taschkent (Schauspielfakultät). 1963 begann er mit dem Schauspiel. Von 1963 bis 2003 arbeitete er im Jungen Publikum und war als Schauspieler am Satiretheater namens Abdulla Qahhor tätig. Er spielte Hauptrollen in Filmen wie „Das Leben ging vorbei“ (1968), „Karawane“ (1973), „Haus unter der heißen Sonne“ (1977). 1968 heiratete er seine Kollegin, die verdiente Künstlerin Usbekistans Gulchehra Saʼdullayev.
Von 1963 bis 2007 arbeitete er im Jungen Publikum am Abdulla Qahhor Satiretheater. Seit 2008 arbeitet er am Republikanischen Theater für junges Publikum in Usbekistan. Während seiner Karriere spielte er in etwa 200 Inszenierungen mit. Er trat in über 500 Filmen und Videos sowie in Fernseh-Minispielen auf.

## Filmografie

### Als Darsteller
- “Die Rückkehr des Frühlings” – Alimardon Turayev
- “Schicksal” – Berdi
- “Es ist schwer, ein Mensch zu sein” – Abdulla
- “Uch ildiz” – Mahkam
- “Das Wort der Eltern”
- “Vijdon azobi”
- “Im Geschäft”
- 1998–2001 „Shaytanat“ – Kilich Sulaymonov

### Theater
- Rollen im Theater:
- „Muso Jalil“ (Muso Jalil)
- „Bunyod“ (Semurg)
- „Ibn Sino“ (Jugend des Lernenden)
- „Hamza“ (Die Leuchttürme)
- „Qori“ (Vom Grab zum Spinnrad)
- „Shogulom“ (Sturm)
- „Omon“ (Sei still)
- „Mirqosim“ (Scharfe Schwertkämpfer)
- „Ibn Malun“ (Tausendundeine Nacht)[1]

### Als Regisseur
- „Adaşganlar“
- „Tinibtinchimas buvijon“
- „Unter keinen Umständen das Lämmchen“
- „Kinder-Show“
- „Zumrasha“
- „Rivoyat“[4]

## Ehrungen
- Volkskünstler Usbekistans (2001)[5]